# La Maxe
La Maxe [la maks] (deutsch Maxe; lothringisch Masch) ist eine französische Gemeinde mit 1058 Einwohnern (Stand 1. Januar 2022) im Département Moselle in der Region Grand Est (bis 2015 Lothringen). Sie gehört zum Arrondissement Metz.

## Geographie
La Maxe liegt in Lothringen, auf der linken Seite der Mosel, fünf Kilometer nördlich von Metz auf einer Höhe zwischen 161 und 167 m über dem Meeresspiegel. Das Gemeindegebiet umfasst 7,55 km².

## Geschichte
Ältere Ortsbezeichnungen sind unter anderem Marax (1325), La grant Mairs, La petite Mairs  (1404), Maixe (1622), La grande Maize (1681) und La petite Maize. Die Ortschaft gehörte früher zum Bistum Metz.

Grange-aux-Dames, nördlich der Stadt Metz auf der linken Seite der Mosel, gegenüber Fort Manteuffel, auf einem Plan der Umgebung von Metz um 1900

Zum Dorf gehörten unter anderem der Hof Saint-Baudier mit Kirche (St. Baudier), der Hof La Grange-aux-Dames, früher ein Nonnenkloster, und der Weiler Thury (Turie), in dem sich einst ein Prämonstratenser-Kloster befunden hatte. Nach einem Mosel-Hochwasser in dem Überschwemmungsgebiet zogen die Mönche in das Kloster Justemont um. Später kehrte ein Teil der Mönche nach Thury zurück, und es wurde eine Teilung der Klostergüter vorgenommen.
Während des Deutsch-Französischen Kriegs brannte der Ort am 27. und 28. September 1870 nieder.  Am 2. und 8. Oktober 1870 fanden hier heftige Ausfallgefechte statt.
Durch den Frankfurter Frieden vom 10. Mai 1871 kam die Region an das deutsche Reichsland Elsaß-Lothringen, und das Dorf wurde dem Landkreis Metz im Bezirk Lothringen zugeordnet.
Nach dem Ersten Weltkrieg musste die Region aufgrund der Bestimmungen des Versailler Vertrags 1919 an Frankreich abgetreten werden und wurde Teil des Département Moselle. Im Zweiten Weltkrieg war die Region von der deutschen Wehrmacht besetzt.
Von 1915 bis 1918 und von 1940 bis 1944 trug der Ort amtlich den deutschen Namen Masch, welcher eine lothringische Mundartform des französischen Ortsnamens darstellt.

### Bevölkerungsentwicklung
| Jahr      | 1962 | 1968 | 1975 | 1982 | 1990 | 1999 | 2007 | 2019 |
| Einwohner | 449  | 505  | 650  | 691  | 735  | 823  | 837  | 1011 |

## Wirtschaft und Infrastruktur

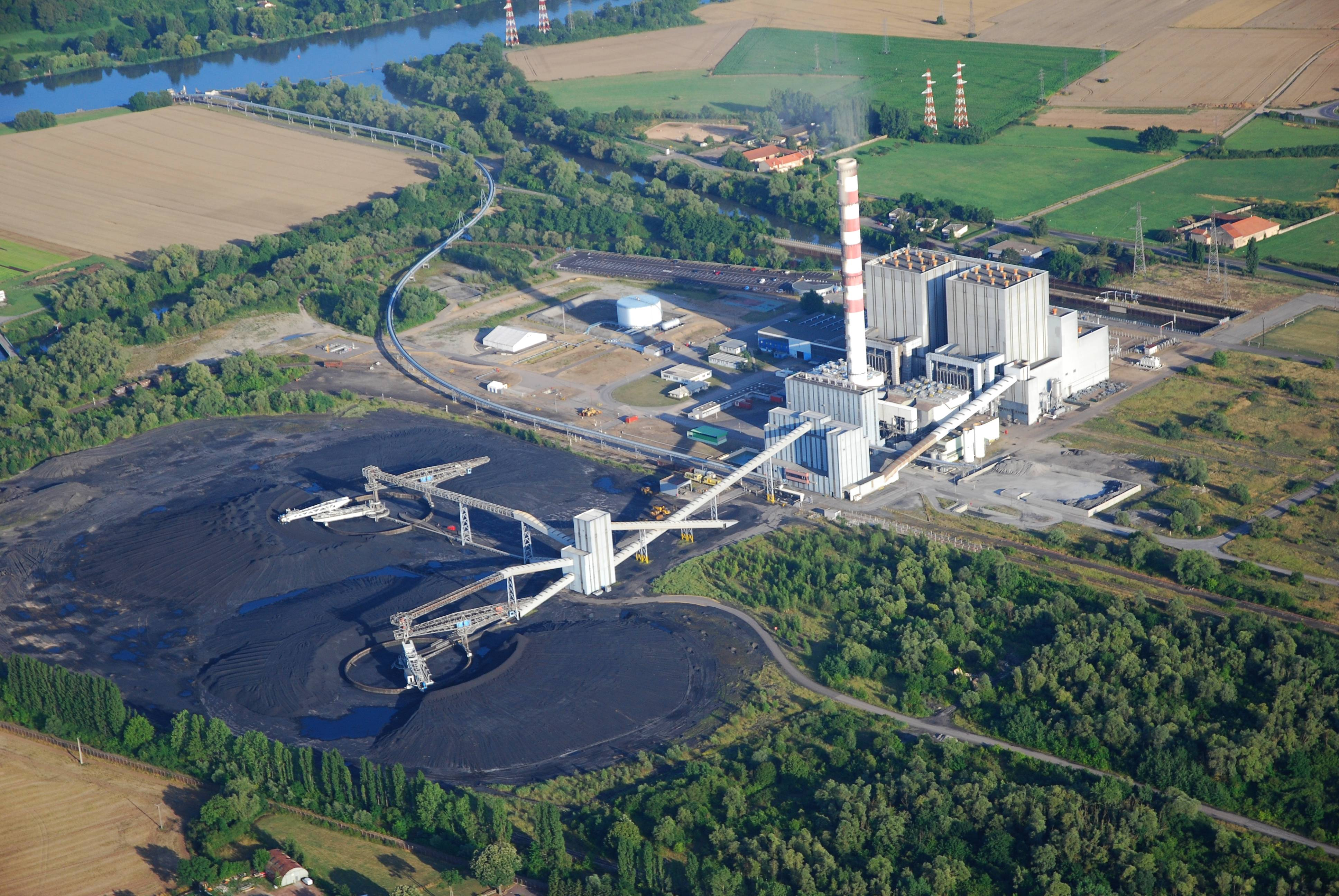
Kohlekraftwerk La Maxe

Im Industriegebiet im Süden der Gemeinde liefert ein Kohlekraftwerk des Betreibers EDF Strom und Wärme für die nahe Großstadt Metz.